# Friol
Friol é um município da Espanha na província de Lugo, comunidade autónoma da Galiza, de área 295 km² com população de 3 682 habitantes (2021; densidade: 12,5 hab./km²).

## Demografia
| Variação demográfica do município entre 1991 e 2004 | Variação demográfica do município entre 1991 e 2004 | Variação demográfica do município entre 1991 e 2004 | Variação demográfica do município entre 1991 e 2004 |
| --------------------------------------------------- | --------------------------------------------------- | --------------------------------------------------- | --------------------------------------------------- |
| 1991                                                | 1996                                                | 2001                                                | 2004                                                |
| 5152                                                | 4911                                                | 4685                                                | 4580                                                |

## Património edificado
- Fortaleza de San Paio de Narla
- Torre fortaleza de Friol